# Pieve Tesino
Pieve Tesino (La Piève in dialetto valsuganotto, Tesin in tedesco desueto) è un comune italiano di 668 abitanti della provincia autonoma di Trento, in Trentino-Alto Adige. È stato il primo paese in Italia ad avere una pro loco.
Il paese è una meta turistica, fu sede della chiesa pievana della valle e da questo ne deriva il nome e qui, il 3 aprile 1881, nacque Alcide De Gasperi. Dal 29 ottobre 2021 il comune di Pieve Tesino fa parte dell'associazione I borghi più belli d'Italia. Pieve è il centro geografico del Tesino.

## Geografia fisica
Il paese è situato alle pendici del monte Silana ad un'altitudine di 843 m. Assieme a Castello e Cinte compone i tre paesi dell'altopiano del Tesino. L'abitato si snoda in modo uniforme, lungo la via di collegamento che porta da Bieno a Castello Tesino. La frazione più occidentale, Pradellano, si sviluppa ai piedi della parete nord del Monte Lefre, mentre il corso del torrente Chieppena segna il confine comunale con Bieno e quindi dell'altopiano con la Valsugana.
Il territorio di Pieve è formato da vaste aree boschive, in maggioranza abeti, larici e alberi di latifoglie. Nel territorio nasce e vi scorre il torrente Grigno.

## Storia
Fino a circa metà del Seicento i pievesi furono dediti alla pastorizia ed alle conseguenti transumanze tra le montagne del tesino e le pianure veneto-tosco-emiliane per poter sfamare le proprie greggi. Della conoscenza del territorio accumulata dai pievesi con tali transumanze, approfittò un certo Gallo, di Castel Tesino, che aveva scoperto una miniera di pietre focaie ed aveva necessità di smerciare tali pietre.
I pievesi si dedicarono quindi al commercio delle pietre focaie, insieme agli abitanti dei paesi vicini, Castello Tesino e Cinte Tesino, vendendo non solo in Italia Settentrionale, ma anche nei paesi del Centro Europa. Nei loro viaggi di ritorno, passando per Bassano, i Tesini si fermavano nella bottega di ferramenta di un certo Remondini per fare i propri acquisti.
Quando il Remondini acquistò una stamperia, pensò ai Tesini per smerciare le proprie stampe. Erano stampe grossolane, su carta grezza, per lo più di santi, che si vendevano casa per casa ed a bassissimo prezzo. Questo commercio soppiantò sia la pastorizia che la vendita di pietre focaie e, con esso, i Tesini percorsero non solo tutta l'Europa, ma addirittura il mondo intero. Col tempo i Tesini aprirono, in Europa, una sessantina di negozi, divenendo poi, alcuni di essi, anche editori di stampe.

### Simboli
Lo stemma e il gonfalone sono stati riconosciuti con decreto del capo del governo del 23 ottobre 1928.
Stemma
Gonfalone
Il gonfalone è un drappo troncato di rosso e di giallo.

## Monumenti e luoghi d'interesse

### Architetture religiose

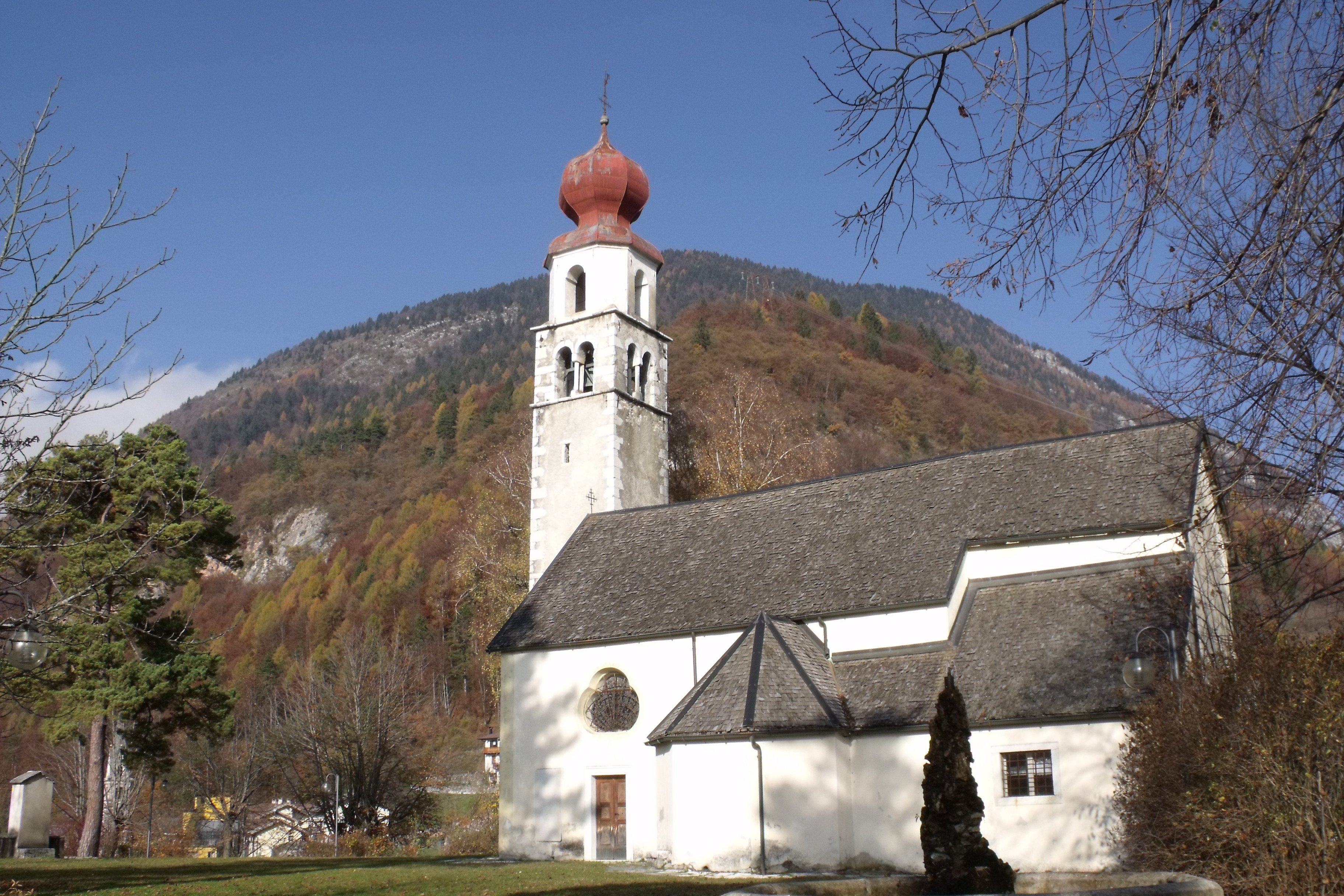
Chiesa di San Sebastiano

- Chiesa di Santa Maria Assunta, parrocchiale che risale al XII secolo. Rappresenta una delle più notevoli costruzioni gotiche del Trentino. La Chiesa venne consacrata nel 1184 dal vescovo di Feltre, ma la forma gotica attuale risale alla seconda metà del Quattrocento e venne rimaneggiata nel secolo successivo. Vi seguirono numerosi restauri e ampliamenti. L'interno è a tre navate, sostenuto da colonne cilindriche con volta a costoloni. La decorazione è del 1872: nell'abside sono dipinte storie della Madonna. L'altare maggiore, marmoreo e barocco, è opera di uno scultore veronese.
- chiesa di San Sebastiano eretta nella seconda metà del XV secolo. Nel campanile di San Sebastiano nel 1575 fu costretto ad alloggiare il capitano di Primiero, poiché durante il viaggio tra Primiero e Strigno fu accusato, da quelli di Pieve Tesino, di essere portatore di peste.

### Architetture civili
Nella Piazza Maggiore si ergono: il Palazzo del Municipio vecchio, la casa Pellizzaro-Carestia e la casa Buffa-Caporale.
Nel mezzo della piazza c'è la monumentale settecentesca fontana ottagonale di pietra rossa con quattro getti e stemmi.
Sul palazzo del Municipio vi è una lapide che ricorda Alcide De Gasperi, qui nato il 3 aprile 1881; in via De Gasperi è possibile osservare una lapide analoga sulla sua casa natale, ora trasformata nel Museo casa De Gasperi, che ripercorre la vita trentina del grande statista.

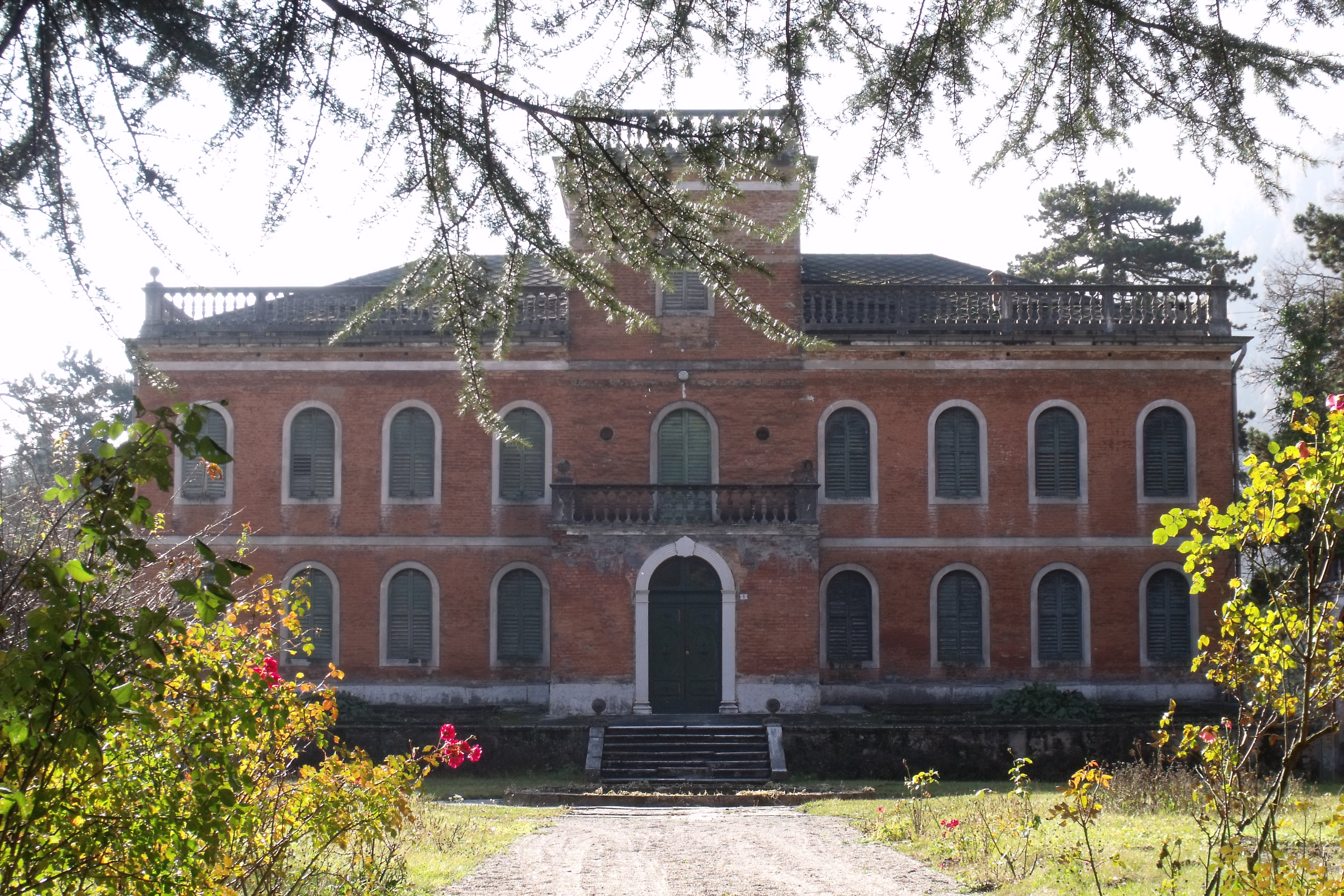
Villa Daziaro

Una delle testimonianze delle fortune accumulate con tale commercio è la Villa Daziaro, un edificio in mattoni rossi che ricorda sia la villa veneta che la dacia russa. I suoi proprietari, originari e partiti da Castello Tesino, come venditori ambulanti di stampe, aprirono due negozi a Mosca, e successivamente ne fondarono uno a San Pietroburgo, quindi a Parigi e poi a Varsavia. Divennero essi stessi editori di stampe, affiancandosi agli altri grandi editori pievesi di stampe in Europa, come ad esempio i Buffa ad Amsterdam, gli Zanna a Kriegshaber presso Augusta, i Tessari ad Augusta ed a Parigi, gli Avanzo a Bruxelles, i Fietta a Strasburgo e Metz, i Pellizzaro a Besançon in Francia, ecc. Una parte della collezione Daziaro è consultabile in formato digitale presso il Museo per Via. La villa è stat recentemente donata al Comune di Pete Tesino dalla vedova di Stefano Gaudenzi (ultimo erede dei Daziaro) ed è gestita dalla Fondazione Daziaro-Gaudenzi.
A Pieve ha inoltre sede il Giardino d'Europa De Gasperi, uno dei quattro giardini realizzati in omaggio ai padri fondatori dell'Unione europea.

### Dintorni
- Caverna del Monte Silana: la grotta ha uno sviluppo di 140 m ed è costituita da due rami principali, il Colo e il Pra Zuan; al suo interno si conservano dei graffiti: molto probabilmente in passato funse da rifugio per pastori.
- Cascata di Fierollo: è alta circa 30 m ed è formata dal rio Fierollo.
- Campestrini è una pittoresca località composta da masi sparsi.
- Cimitero militare di Sorgazza
- Cima d'Asta

## Società

### Evoluzione demografica
Abitanti censiti

## Amministrazione
| Periodo | Periodo   | Primo cittadino | Partito                                        | Carica  | Note |
| ------- | --------- | --------------- | ---------------------------------------------- | ------- | ---- |
| 2020    | in carica | Oscar Nervo     | lista civica Tutti per Pieve, Pieve per tutti. | Sindaco |      |

### L'amministrazione nelle antiche comunità di villaggio
Nonostante Pieve e l'Altopiano del Tesino in generale fossero sottoposti al feudo di Castel Ivano, i vari paesi avevano una certa autonomia nella gestione del proprio territorio. La regola era lo statuto amministrativo delle comunità rurali trentine adottato per secoli fin dal medioevo.
Ogni villaggio come Pieve, aveva la sua regola, riportata su documenti chiamati generalmente carte di regola. Lo scopo della regola era quello di controllare attraverso norme rigorose, i beni della comunità (molto vasti) e quelli dei (pochi) privati. I beni della comunità comprendevano il bosco e i pascoli con le malghe, mentre i beni privati delle famiglie comprendevano le case con l'orto e i terreni coltivati. Nelle carte di regola, oltre alla gestione dei beni comunitari, erano riportate alcune disposizioni per la nomina e i doveri, di chi ogni anno, amministrava la regola. Alle elezioni annuali degli amministratori, si richiedeva la partecipazione dell'intera collettività del villaggio (i vicini). Gli amministratori venivano eletti fra i capifamiglia (chiamati fuochi) di ogni vicinato.
L'apparato amministrativo della regola comprendeva: 
- Il Regolano: aveva compiti organizzativi e di controllo, oltre a quello di far rispettare lo statuto riportato nelle carte di regola.
- Il Sindaco o Sindico: simile al sindaco moderno, aveva l'incarico di dirigere la comunità e curarne l'economia. Aveva poi il compito di rappresentanza con le autorità superiori (i signori di Castel Ivano) o con altri villaggi in caso di contenzioso. Alla fine di ogni mandato doveva presentare un rendiconto.
- I Giurati: simili ai consiglieri comunali moderni, avevano il compito di controllare e organizzare il settore economico del villaggio, in certi casi affiancando il sindaco.
- Gli Stimadori: in caso di danni o furti, avevano il compito di stimare il valore dei danneggiamenti ai beni, sia della comunità che quella privata.
- I Soprastanti: avevano il controllo di specifici settori fra cui le acque con i soprastanti alle acque (se il villaggio aveva torrenti e fiumi), roghi e incendi con i soprastanti al fuoco, generi di prima necessità con i soprastanti alle vettovaglie, ecc..
- I Misuratori: controllavano la regolarità di pesi e misure.
- I Saltari: avevano il compito di sorvegliare i beni della comunità e dei privati, da furti e incendi. C'erano i Saltari del bosco e i Saltari della campagna. Segnalavano agli amministratori i danni e i colpevoli. Alcuni come i Saltari delle vigne, venivano assegnati per tutto il periodo della maturazione dell'uva fino alla vendemmia.

La fine dell'amministrazione regoliera coincise con la deposizione del vescovo di Trento e Bressanone da parte di Napoleone nel 1796, che ne decretò definitivamente il bando. Tuttavia certe forme di regola persistono ancora oggi come ad esempio, il diritto di ogni nucleo familiare ad avere una particella di bosco, oppure quella delle fratte, cioè l'assegnazione da parte del comune di appezzamenti di terreno incolto per la coltivazione di orti, alle famiglie che ne fanno richiesta.

## Sport
Il piccolo paese ha una squadra di calcio a 5, il C5 Tesino Lamon DT Color, che gioca nel campionato di Serie C2 del Trentino-Alto Adige, la squadra rappresenta anche il comune di Lamon.
La squadra dispute le partite casalinghe a Pieve Tesino nella palestra del piccolo comune.
La formazione è rappresentata anche a livello femminile.
Il Tesino Golf Club La Farfalla è un campo a 9 buche rinomato nel nord Italia. Si estende su circa 40 ettari sulle colline di Coldanè, con vista sulla catena del Lagorai, ed è definito un luogo ideale per trascorrere splendide giornate giocando a golf in serenità